# تورنتون (ویرجینیای غربی)
تورنتون (به انگلیسی: Thornton) یک منطقهٔ مسکونی در ایالات متحده آمریکا است که در شهرستان تیلور، ویرجینیای غربی واقع شده‌است.